# Академик (стадион, София)
Вижте пояснителната страница за други значения на Академик.
Стадион „Академик“ се намира на границата на столичните квартали Редута и „Гео Милев“, близо до зала „Фестивална“. На него домакинските си срещи играе ПФК „Академик“, София.
Капацитетът на стадиона е с близо 8000 седящи и 2000 правостоящи места, с възможност да се разшири до 18000 седящи места и 22 000 правостоящи. Стадионът разполага с 1 тревно игрище, 4 изкуствени игрища, тенис кортове, кабинет на треньорите, 15 съблекални, 1 кафе-клуб.
В комплекса също са разположени зали за Тае бо, карате, джудо, айкидо, спортни танци, аеробика и др. както и голяма фитнес зала със сауна, солариум и тангентор.
В София има и друг стадион със същото име, известен като „старият стадион Академик“, намиращ се до бул. „Цариградско шосе“, на около 1 км южно от „новия“ стадион.

## Проведени концерти
- 15 септември 1991 година: Sodom
- 8 септември 1992 година: Иън Гилън Бенд[3]
- 12 юни 1993 година : Тото Кутуньо
- 16 юли 2000 година: Моторхед[4]
- 29 юли 2000 година: Алис Купър – „Live from the Brutal Planet“[5]
- 3 юли 2002 година: Халфорд / Слейър – съвместен концерт – „Арена Музика“[6][7]
- 14 юни 2003 година: Уайтснейк – „Арена Музика“[8]
- 18 юни 2004 година: Джудас Прийст / Куинсрайк – съвместен концерт – „Арена Музика“[9][10]
- 21 юни 2004 година: Питър Гейбриъл – „Арена Музика“[11][12]
- 16 май 2008 година: Кис[13][14]
- 4 юли 2008 година: Уайтснейк / Деф Лепард – съвместен концерт[15][16]
- 27 юли 2008 година: Лени Кравиц – „Love Revolution“
- 29 юни 2009 година: Сага / Куинсрайк / Лимп Бизкит – „Rock the Balkans“[17]